# Carex macrostyla
Carex macrostyla Mack. es una especie de planta herbácea de la familia de las  ciperáceas.

## Descripción
Esta planta es densamente cespitosa. Tiene tallos de (3)8-20(30) cm de aaltura, obtusamente trígonos o subcilíndricos, lisos. Las hojas de (0,3)0,6-1 mm de anchura, de menor longitud que los tallos, no setáceas, canaliculadas, ásperas en los bordes hacia el ápice; lígula hasta 1 mm, de ápice ± obtuso o redondeado; sin antelígula; vainas basales con limbo desarrollado o las más inferiores escuamiformes, enteras a fibrosas, de color pardo. Bráctea inferior glumácea que protege un utrículo. Espiga de (1,1)1,5- 2,6 cm, con la parte masculina linear, la femenina laxiflora con 6-15(20) flores. Glumas ± ovales, agudas u obtusas, de color pardo con una banda central muy ancha, verde, mucho más clara, que contrasta con el resto de la gluma, con margen escarioso en la zona apical, de longitud menor que los utrículos. Utrículos 4,5-5,7(6) × 0,9-1,1 mm, de contorno estrechamente oval o fusiforme, biconvexos o plano-convexos, con los nervios generalmente no perceptibles, patentes o reflejos, verdosos o ferrugíneos, gradualmente atenuados en un pico de 1-2 mm, liso, con ápice irregularmente roto, hendido y escarioso. Aquenios 2,5-3 × 0,8-1 mm, de contorno ± elíptico, biconvexos, oliváceos.

## Distribución y hábitat
Se encuentra en cervunales subalpinos; a una altitud de 1400-2400 metros en los Pirineos y cordillera Cantábrica en España.

## Taxonomía
Carex macrostyla fue descrita por  Philippe-Isidore Picot de Lapeyrouse y publicado en Histoire Abrégée des Plantes des Pyrénées 562. 1813.
Etimología
Ver: Carex
Sinonimia
- Carex decipiens J.Gay
- Carex macrostyla var. decipiens (J.Gay) Nyman
- Vignea macrostyla (Lapeyr.) Soják[3][4]